# Magna Energy Storage
Magna Energy Storage a.s. (M.E.S.) je česká akciová společnost, která vyrábí vysokokapacitní baterie dle technologie HE3DA v Průmyslové zóně František, obec Horní Suchá. Podle médií v roce 2024 propustila polovinu zaměstnanců a hledá investora.

## Historie
Společnost Magna Energy Storage a.s. byla založena v květnu 2017 s cílem vybudování nového závodu na výrobu vysokokapacitních baterií baterií HE3DA v Průmyslové zóně František, obec Horní Suchá.
Jedná se o ryze českou akciovou společnost bez účasti zahraničního kapitálu. Organizace společnosti je tradiční, dualistická (představenstvo jako statutární organ a dozorčí rada jako kontrolní orgán). Společnost HE3DA s.r.o. poskytla společnosti Magna Energy Storage a.s. práva k využívání svých patentů. Na základě těchto patentů vyrábí společnost Magna Energy Storage a.s. baterie HE3DA 3D vyvinuté českým vědcem a vynálezcem ing. Janem Procházkou.
První plně automatizovaná linka na pilotní výrobu baterií typu HE3DA 3D s výrobní kapacitou 10 MWh ročně byla uvedena do provozu v prosinci 2016 v Praze-Letňanech. Byla odzkoušena technologie výroby a nastaveny výrobní procesy. Poznatky z vývoje této linky a používané výrobní procesy jsou aplikovány do výrobní technologie.
Výrobní proces a technologické know-how poskytla společnost Exelsior Engineering a.s., která má dlouholeté zkušenosti s vývojem a dodávkami linek pro složité technologické procesy jako je recyklace plastů, regranulace plastů, plnicí linky apod.
Zkušební výroba byla zahájena v září 2020. V dubnu 2023 bylo oznámeno zpoždění v zahájení sériové výroby a s tím související změna ve vedení podniku. V dubnu 2024 oznámila firma, že její objekt v Horní Suché prošel procesem kolaudace, což doložil dokumentem z 25. 3. 2024 o přidělení popisného a orientačního čísla.